# Vlachovo Březí
Vlachovo Březí är en stad i Tjeckien.   Den ligger i regionen Södra Böhmen, i den sydvästra delen av landet, 120 km söder om huvudstaden Prag. Vlachovo Březí ligger 552 meter över havet och antalet invånare är 1 672.
Terrängen runt Vlachovo Březí är kuperad åt sydväst, men åt nordost är den platt. Runt Vlachovo Březí är det ganska glesbefolkat, med 42 invånare per kvadratkilometer. Närmaste större samhälle är Prachatice, 8,1 km söder om Vlachovo Březí. I omgivningarna runt Vlachovo Březí växer i huvudsak blandskog.